# Tipasodes metarhoda
Tipasodes metarhoda là một loài bướm đêm trong họ Noctuidae.